# Днестровские плавни
Днестровские плавни — заповедное урочище, расположенное в дельте Днестра на территории Беляевского, Овидиопольского и Белгород-Днестровского районов Одесской области. Площадь — 7620 га. Дельта Днестра в районе его слияния с рукавом Турунчук входит в международный список Рамсарской конвенции о защите водно-болотных угодий.

## Природа
Более 10 обитающих в Днестровских плавнях видов живых существ занесено в Европейский красный список, свыше 40 — в Красную книгу Украины. Плавни Днестра — основное место кормёжки караваек и жёлтых цапель, также плавни являются нерестилищами для многих видов рыб.

## История
1 ноября 1993 г. создано заповедное урочище «Днестровские плавни» площадью 7620 га.
10 марта 1994 г. Указом Президента Украины № 79/94 низовья Днестра были зарезервированы для создания национального природного парка «Нижнеднестровский».
11 января 2002 г. Одесский областной совет принял решение о создании национального парка «Нижнеднестровский» на землях Беляевского, Белгород-Днестровского и Овидиопольского районов на площади 22400 га.
13 ноября 2008 г. Указом Президента Украины Виктора Ющенко «Днестровские плавни» получили статус национального парка.